# 王様に捧ぐ薬指
『王様に捧ぐ薬指』（おうさまにささぐくすりゆび、英語: The Third Finger offered to a King）は、わたなべ志穂による日本の漫画作品。『プチコミック』（小学館）にて、2014年7月号から2017年12月号まで連載された。
2023年4月より、TBS系列にてテレビドラマが放送された。

## あらすじ
ホテル「ラ・ブランシュ」のウエディングプランナー・羽田綾華は、絶世の美貌を持つ故に数々の男を魅了してはトラブルを起こしてしまうため、「悪女」と呼ばれていた。ある日、綾華は代表取締役で「王様」と呼ばれる新田東郷から、プロポーズを受ける。実は、東郷は自社の経営の為に綾華と契約結婚をしようと考えていたのだ。

## 登場人物
羽田 綾華（はねだ あやか）
ホテル「ラ・ブランシュ」のウエディングプランナー。絶世の美女ゆえに妬まれたり、顧客の新郎に惚れられたりして苦労してきた。渾名は「悪女」。性格に難がある様に見られがちだが、実は誠実な性格。
貧乏な5人の兄弟姉妹の長女で、生活のために東郷と契約結婚を結ぶ。
東郷との契約結婚後は姓が変わり、新田綾華となる。
新田 東郷（にった とうごう）
「ラ・ブランシュ」の新支配人。家業は同ホテルを始め、病院や学校などの経営も手掛けており、その権力の大きさから「王様」と呼ばれている。傲慢でドSな性格。
表向きは自社の経営のために綾華と契約結婚したが、実際は自身に来ている縁談を蹴るためだった。
新田 静（にった しずか）
東郷の義母。綾華に花嫁の作法を教えようとする。
神山 絢斗（かみやま けんと）
綾華の高校時代の同級生であり、初恋の人。研究者。
秋田 幸司（あきた こうじ）
東郷の高校時代からの友人。東郷からは「ハチ」と呼ばれている。
岡田 小夜（おかだ さよ）
東郷、秋田と高校時代からの友人。
二階堂美咲（にかいどう みさき）
綾華の同僚。彼女の事をよく思っていないが…？
新田 智宏（にった ともひろ）
東郷の父。新田ホールディングスの会長。

## 書誌情報
- わたなべ志穂『王様に捧ぐ薬指』小学館〈プチコミックフラワーコミックスα〉、全8巻
  1. 2014年10月10日発売[小 1]、ISBN 978-4-09-136425-8
  2. 2015年3月10日発売[小 2]、ISBN 978-4-09-137063-1
  3. 2015年9月10日発売[小 3]、ISBN 978-4-09-137498-1
  4. 2016年2月10日発売[小 4]、ISBN 978-4-09-138140-8
  5. 2016年9月9日発売[小 5]、ISBN 978-4-09-138550-5
  6. 2017年2月10日発売[小 6]、ISBN 978-4-09-139228-2
  7. 2017年7月10日発売[小 7]、ISBN 978-4-09-139430-9
  8. 2018年1月10日発売[小 8]、ISBN 978-4-09-139826-0

## テレビドラマ
2023年4月18日から6月20日まで、TBS系「火曜ドラマ」枠で放送された。主演は橋本環奈。

### キャスト

#### 主要人物
羽田綾華（はねだ あやか）〈26〉
演 - 橋本環奈（幼少期：三好なこ、小学生時：金子莉彩）
結婚式場「ラ・ブランシュ」の新米ウエディングプランナー。
美人過ぎて男性たちが言い寄り、周囲の人間関係が破綻することから「悪女」と呼ばれる。
契約結婚から本当にお互いを思い合う関係になれたはずの東郷から離婚を切り出されたため、それを受け入れるが、東郷が離婚を切り出した真意を知り、彼に求婚して復縁する。
新田東郷（にった とうごう）〈27〉
演 - 山田涼介（幼少期：三浦綺羅）
「ラ・ブランシュ」の社長。巨大企業「新田ホールディングス」の御曹司。
王様になるべく育てられたエリート。通称「キング」と呼ばれる。
父・智宏が愛人との間にもうけた子供で幼少期に引き取られ、母・静とは血縁関係にない。
縁談を断るため、綾華と契約結婚を交わすが、様々な出来事を通して互いを思い合う関係となる。その後、綾華と別れさせるため母の静が綾華や彼女の実家に危害を加えることを恐れ、綾華に離婚届けを差し出し突然離婚し、静が勧める結婚相手との再婚話を進める。しかし、綾華から再び求婚されたことを受け、自分の気持ちに正直に向き合い、綾華と復縁する。

#### 綾華、東郷の友人
神山絢斗（かみやま けんと）
演 - 坂東龍汰
綾華の高校時代の同級生。研究者。高校の頃から綾華に想いを寄せており、東郷との結婚後に仕事で再会した綾華にその思いを告げる。
岡田小夜（おかだ さよ）
演 - 小林涼子
東郷、ハチと高校時代からの友人。

#### ラ・ブランシュ
秋田幸司（あきた こうじ） / ハチ
演 - 森永悠希
東郷の秘書。東郷と高校時代からの親友。
佐々木梅（ささき うめ）
演 - 小林きな子
綾華の上司。客に暴力をふるったように見える動画をSNSで拡散され、一時休職状態となる。
二階堂美咲（にかいどう みさき）
演 - 若月佑美
社員。綾華の同僚。
竹本光輝（たけもと こうき）
演 - 三浦獠太
新田ホテルの営業職から異動してきた社員。『五等分の花嫁』の一花推し。
後日、仕事が評価され二次元ウェディングの担当に抜擢される。
土屋明日香（つちや あすか）
演 - 福田ユミ
社員。綾華の同僚。
森凛子（もり りんこ）
演 - 小日向ゆか
社員。綾華の同僚。

#### 羽田家
羽田陸（はねだ りく）
演 - 長尾謙杜（なにわ男子）
綾華の弟（長男）。小説家志望の大学生。
綾華のチャットの誤爆で、東郷との偽装結婚を知る。
最終話で小説家として姉夫婦をモデルにした小説「王様に捧ぐ薬指」を執筆する。
羽田海（はねだ かい）
演 - 田仲陽成（Go!Go!kids / ジャニーズJr.）
綾華の弟（次男）。いつも明るい中学3年生。
羽田空（はねだ そら）
演 - 高橋奏琉（ジャニーズJr.）
綾華の弟（三男）。中学1年生。姉の結婚を寂しがる。
羽田風華（はねだ ふうか）
演 - 宮崎莉里沙
綾華の妹（次女）。少しおませな小学3年生。
羽田桃子（はねだ ももこ）
演 - りょう
綾華の母。9話の終盤で三女の「笑子」を授かる。
羽田金太郎（はねだ きんたろう）
演 - 塚地武雅
綾華の父。蒲鉾店「羽田蒲鉾店」の店主。

#### 新田家
新田智宏（にった ともひろ）
演 - 利重剛
東郷の父。新田ホールディングスの会長。
東郷をホールディングスの後継者として育てるため、彼を本社に引き戻し、「ラ・ブランシュ」を桜庭に任せ、買収のオファーをかけた「ワンロンホールディングス」に売却する方向で話を進めていたが、桜庭が静の実の息子と知り、彼を静と親子の時間を過ごさせるため、売却を取りやめる。
新田静（にった しずか）
演 - 松嶋菜々子（幼少期：前田織音、駆け落ちしたころ：宮嶋璃乃）
東郷の母。新田ホールディングスの会長夫人。旧姓：朝霧。
神山絢斗に接触し、彼の実家の破綻寸前の工場の資金援助と交換条件に、東郷と綾華を破局させる工作を依頼し、ついには契約結婚の件をSNSで暴露し、綾華の父・金太郎の友人の会社を倒産に追い込み、連帯保証人であった金太郎に1億円の負債を背負わせ、東郷と綾華を別れさせる。
しかし、そのことに気付いた東郷と綾華が復縁し、夫の智宏が気を使い桜庭を息子として傍に置いてくれたことで改心し、東郷と綾華の仲を認めるようになる。
桜庭新（さくらば あらた）
演 - 北村匠海（第3話・第8話 - 最終話）
「ラ・ブランシュ」箱根店の支配人。園田夫妻の船上結婚式を船長に掛け合い、実現させる。
東郷を新田ホールディングス本社に引き戻すため、東郷の父である智宏から「ラ・ブランシュ」の後任の社長に任命される。
東郷の義母である静が若いころに恋に落ち、駆け落ちした男性との間に生まれた実子であり、彼女が実母であることも知っていた。
智宏の気遣いもあり、静の息子どうし、東郷と兄弟として母を支えあうことを誓う。

#### ゲスト

##### 第1話
渡辺
演 - 小野ゆり子
「ラ・ブランシュ」で挙式予定であったが、婚約者が綾華にホテルに連れ込まれ、彼女に惚れて婚約破棄されたと、綾華に文句を言うため「ラ・ブランシュ」に現れる。また、綾華と東郷の挙式に現れ、綾華を刃物で襲おうとするが、刃物を取り上げられ、馬鹿なことをして人生を台無しにしてはいけないと綾華に諭される。
後日、婚約者のほうが綾華をホテルに連れ込もうとしていたのではないかと認めるのが嫌で綾華を襲ったと、彼女に謝罪する。
渡辺の婚約者
演 - 近藤勇磨
綾華を無理やりホテルに連れ込もうとして断られるが連れ込まれたと話し、婚約破棄した。綾華にクソ男と呼ばれる。
カップル
演 - こがけん、小田結希（オダウエダ）（役名：小田）
「ラ・ブランシュ」で式場を予約しようとするが、渡辺が乱入したため退散する。
佐藤
演 - 田中貴裕
コンビニ「カズマート」の店長。スタッフの綾華に惚れてしまったことから、店長の妻が激高し綾華がクビにされる。
男の子
演 - 渡邉斗翔
「羽田蒲鉾店」の店番をする小学生の綾華に告白しようとするが、照れて「バーカ」と言って逃げてしまう。

##### 第2話
老夫婦
演 - 岡田正、金沢きくこ
子どもたちからのプレゼントで「ラ・ブランシュ」で式を挙げる予定の老夫婦。
東郷の親戚
演 - 関町友弘（ライス）
東郷の祖母の祝いの席に綾華が遅刻していることに苦言を呈する。
東郷の祖母
演 - 藤夏子
東郷の父方の祖母（智宏の母）。米寿の祝いに綾華が駆けつけてくれたことを喜び、いいお嫁さんをもらったねと東郷に語る。

##### 第3話
園田夫妻
演 - 鈴木拓、野呂佳代
箱根で思い通りの結婚式が出来ずケンカしていた夫婦。綾華と東郷の計らいで観光船で船上結婚式を行う。
牧師
演 - 筒井巧
船上結婚式の牧師。
船長
演 - 山下徳久
芦ノ湖の観光船の船長。親戚の結婚式で「ラ・ブランシュ」を利用させてもらえないか、桜庭に掛け合う。
「ラ・ブランシュ」箱根店の従業員
演 - 和田裕太
観光船の船長が桜庭を訪ねてきたことを伝える。
支配人
演 - 虹色拓朗
綾華と東郷が新婚旅行で宿泊した箱根の宿の支配人。
松井夫妻
演 - 与那嶺圭太（役名：松井隆）、清瀬ひかり
去年、「ラ・ブランシュ」箱根店で結婚式を挙げた夫婦。
チンピラ
演 - 高塚一太朗、佐藤太助、松本紘史郎
夜の箱根の街を歩く綾華をナンパしようとした男たち。
東郷の親友
演 - 小林空叶
中学時代の東郷の親友。東郷が好きになった女生徒と親しく話していることに嫉妬した東郷が「ウザイ」と発言したことで、クラスでイジメの標的となり、転校してしまう。

##### 第4話
関本
演 - くりえみ
「ラ・ブランシュ」に来店した女性客。クレーマー呼ばわりしたと二階堂に謝罪を求め、仲裁に入った佐々木から押し倒されたように映る動画をSNSで拡散する。
何者かの依頼で、佐々木が「ラ・ブランシュ」で働けないよう工作を行う。
カップル
演 - 西谷菜々恵、林諒一
「ラ・ブランシュ」の来店客。佐々木がネットどつき動画のプランナーではないかと噂する。
「ラ・ブランシュ」の来店客
演 - 辻川慶治
佐々木がネットどつき動画のプランナーと分かると、担当を変えて欲しいと申し出る。
担任教師
演 - 浦井のりひろ（男性ブランコ）
綾華の高校時代の担任。放課後毎日勉強を見てやると、綾華に言い寄る。

##### 第5話
河井夫妻
演 - 安藤聖、きむ（インディアンス）
離婚式を挙げたいと「ラ・ブランシュ」に来店する。
武藤
演 - 森谷菜緒子
結婚式の幹事。トイレに行っている間、祝儀を見張るように竹本に託けるが、もう一人の幹事に成りすました祝儀泥棒に持ち逃げされる。
佐野
演 - 木﨑ゆりあ
祝儀泥棒。幹事に成りすまし、祝儀を持ち逃げする。
後に竹本から捕まって祝儀が戻って来たと綾華に報告が届く。

##### 第6話
春日
演 - 不破万作
賢帝大学総合病院の入院患者。盲腸で入院した綾華の父・金太郎と親しくなる。
バトラーに出演していた東郷のファンで、金太郎の娘・綾華が東郷の嫁と知り、対面して喜ぶ。
外出許可が下りず、孫娘・みなみの結婚式に出席できないと悔しがるが、綾華の計らいで病院で孫娘の花嫁姿を祝う。
春日みなみ〈25〉
演 - 大友花恋
春日の孫。両親を早くに亡くし、祖父に育てられる。近々結婚する予定。結婚式の日に、祖父が一時外出できないと知り残念がる。
事情を知った綾華から病院で人前式（結婚式）を挙げることを提案され、花嫁姿を祖父に見せる願いを叶える。
田原元樹
演 - 林裕太
みなみの婚約者。みなみの祖父が入院する病院で、彼女と人前式を挙げる。
大村
演 - 俵山峻（スクールゾーン）
東郷の商談相手。
看護師
演 - 黒田よし子
賢帝大学総合病院の看護師。綾華から春日みなみと田原元樹の病院での人前式（結婚式）ができるか相談をうける。

##### 第7話
三浦かおる
演 - イワクラ（蛙亭）
「ラ・ブランシュ」の来店客。グエル・ジェタークとのソロウェディングを申し込み、同じく二次元コンプレックスの竹本から行き届いた接客サービスを受ける。
石井
演 - 泉晶子
綾華の戸越東高校時代の恩師。同窓会で綾華に再会する。
綾華の同級生
演 - 上之薗理奈、結城さと花、西本銀二郎
綾華と高校の同窓会で再会する。

##### 第8話
桜庭新の父
演 - 北村匠海（二役）
東郷の義母である静が若いころに駆け落ちした相手で、彼女との間に息子の新をもうけるが、家を捨てることができなかった静から新をひきとり育てあげる。
静が幸せに暮らしているかを気にかけていたが、新が静と再会を果たしたころには他界していた。
男性
演 - KAZMA（しずる）
「ラ・ブランシュ」の七夕イベントで東郷と綾華と一緒に記念写真を撮影した男性。
神山の父
演 - 井川哲也
「神山精工」を経営していたが、体調を崩し工場を畳むことを決め、絢斗にアメリカに戻るよう促す。
静の母親
演 - 小早川真由
名家である朝霧家の跡取り娘として静を厳しく育て上げる。

##### 第9話
浪岡、馬場
演 - 村上純（しずる）、大野瑞生
「ラ・ブランシュ」で同性愛結婚式を挙げる男性客二人組。

##### 最終話
栗山美玲（くりやま みれい）
演 - 早見あかり（第9話）
東郷の新たな婚約者。親の会社同士の政略結婚と割り切り、結婚後も同居しないことを東郷に伝えるなど、割り切った関係を通そうとする。
トニー
演 - アントニー（マテンロウ）
神山のビジネスパートナー。

### スタッフ
- 原作 - わたなべ志穂『王様に捧ぐ薬指』（小学館『プチコミックフラワーコミックスα』）[3][47]
- 脚本 - 倉光泰子、関久代[47]
- 音楽 - G.B.’s Band（Prod. by GeG）[11]
- 主題歌 - Hey! Say! JUMP「DEAR MY LOVER」（ジェイ・ストーム）[48]
- 挿入歌 - Awesome City Club「アイオライト」（cutting edge）[49]
- 演出 - 坪井敏雄、泉正英、宮崎萌加[47]、大内舞子、宮本秀光
- 着物監修 - 淀伸仁
- イタリア語指導 - アカデミア・イタリア福岡
- 筋トレ指導 - Next Stage勝どき・月島[50]
- ウエディング監修 - ワタベウエディング[11]
- かまぼこ作切監修 - 日本橋 神茂
- 映像協力 - Shutterstock
- 書籍協力 - 『とび出す!どうわのしかけえほん シンデレラ』（大日本絵画）、『ロミオとジュリエット』（出水社）
- プロデューサー - 橋本梓、勝野逸未[47]
- 製作 - TBSスパークル、TBS[47]

### 放送日程
| 話数                                                                        | 放送日  | サブタイトル                         | 脚本            | 演出     | 視聴率 |
| --------------------------------------------------------------------------- | ------- | ------------------------------------ | --------------- | -------- | ------ |
| 第1話                                                                       | 4月18日 | 悪女とドSな王様が交際0日の電撃婚!?   | 倉光泰子        | 坪井敏雄 | 7.5%   |
| 第2話                                                                       | 4月25日 | 新婚夫婦に離婚危機美しき嫁姑バトル!? | 倉光泰子        | 坪井敏雄 | 6.1%   |
| 第3話                                                                       | 5月02日 | 偽装夫婦の新婚旅行王様の秘められた恋 | 関久代          | 泉正英   | 7.1%   |
| 第4話                                                                       | 5月09日 | 初恋相手ついに現る王様初めての嫉妬!? | 関久代          | 宮崎萌加 | 6.9%   |
| 第5話                                                                       | 5月16日 | 初恋相手とデート!?王様はじめての涙…  | 倉光泰子        | 坪井敏雄 | 6.8%   |
| 第6話                                                                       | 5月23日 | 恋したシンデレラと素直になれない王様 | 関久代          | 大内舞子 | 7.4%   |
| 第7話                                                                       | 5月30日 | 王様VS初恋相手!?上書きキスの約束!!   | 関久代          | 宮本秀光 | 6.6%   |
| 第8話                                                                       | 6月06日 | 今宵は織姫と彦星!!知られざる母の過去 | 倉光泰子 関久代 | 坪井敏雄 | 6.7%   |
| 第9話                                                                       | 6月13日 | お義母さんの陰謀…王様のプロポーズ!?  | 倉光泰子        | 泉正英   | 6.7%   |
| 最終話                                                                      | 6月20日 | 最低な二人が出した最幸の答え!!DML    | 倉光泰子        | 坪井敏雄 | 7.8%   |
| 平均視聴率 7.0%（視聴率はビデオリサーチ調べ、関東地区・世帯・リアルタイム） |         |                                      |                 |          |        |

- 初回は22時 - 23時12分の15分拡大放送[4]。

### 受賞
- 23年度「第26回日刊スポーツ・ドラマグランプリ」春ドラマ選考[62]
  - 主演女優賞 - 橋本環奈

### スピンオフドラマ
『女王様に捧ぐ薬指』のタイトルで、動画配信サービス「Paravi」にて、5月2日の本編第3話放送終了後から配信中。主演は長尾謙杜（なにわ男子）。

#### キャスト（スピンオフドラマ）
- 羽田陸 - 長尾謙杜（なにわ男子）
- 二階堂美咲 - 若月佑美[63]
- 望月レイ - 翔[63]
- 佐々木梅 - 小林きな子[64]
- 竹本光輝 - 三浦獠太[64]
- 土屋明日香 - 福田ユミ[64]
- 森凛子 - 小日向ゆか[64]
- 羽田海 - 田仲陽成（Go!Go!kids / ジャニーズJr.）[64]
- 羽田空 - 高橋奏琉（ジャニーズJr.）[64]
- 羽田風華 - 宮崎莉里沙[64]
- 羽田綾華 - 橋本環奈（特別出演）[65]

#### スタッフ（スピンオフドラマ）
- 原作 - わたなべ志穂『王様に捧ぐ薬指』（小学館『プチコミックフラワーコミックスα』）[64]
- 脚本 - 土井笑生[64]
- 音楽 - G.B.’s Band（prod. by GeG）[64]
- 主題歌 - Hey! Say! JUMP「DEAR MY LOVER」（ジェイ・ストーム）[66]
- 演出 - 泉正英、宮崎萌加、宮本秀光[64]
- プロデューサー - 橋本梓、勝野逸未[64]
- 製作 - TBSスパークル、TBS[64]

#### 配信日程
| 各話 | 配信日  | サブタイトル          | 演出     |
| ---- | ------- | --------------------- | -------- |
| #1   | 5月02日 | 100万円が恋の始まり!? | 泉正英   |
| #2   | 5月16日 | 初デートの約束        | 泉正英   |
| #3   | 5月30日 | 会って話したい...     | 宮本秀光 |
| #4   | 6月06日 | 恋の潜入捜査!?        | 宮本秀光 |
| #5   | 6月13日 | 年下じゃダメですか?   | 宮崎萌加 |
| #6   | 6月20日 | 初めての告白...       | 宮崎萌加 |

| TBS系 火曜ドラマ                                 | TBS系 火曜ドラマ                           | TBS系 火曜ドラマ                                        |
| 前番組                                           | 番組名                                     | 次番組                                                  |
| ------------------------------------------------ | ------------------------------------------ | ------------------------------------------------------- |
| 夕暮れに、手をつなぐ （2023年1月17日 - 3月21日） | 王様に捧ぐ薬指 （2023年4月18日 - 6月20日） | 18/40〜ふたりなら夢も恋も〜 （2023年7月11日 - 9月12日） |